# Taiwan (Insel)
Taiwan (chinesisch 臺灣 / 台湾, Pinyin Táiwān, W.-G. T’ai-wan, Zhuyin ㄊㄞˊ ㄨㄢ, taiwanisch Tâi-oân, Hakka Thòi-vǎn, in europäischen Sprachen auch Formosa 福爾摩沙 / 福尔摩沙,  Fú'ěrmóshā, genannt) ist eine Insel im Westpazifik vor dem chinesischen Festland, von diesem getrennt durch die Formosastraße. Von 1683 bis 1895 und von 1945 bis 1949 wurde Taiwan vom chinesischen Festland aus regiert. Die Insel bildet seit 1949 den Hauptteil (99 %) der Republik China auf Taiwan. Gleichzeitig wird Taiwan von der Volksrepublik China beansprucht, was sich im Taiwan-Konflikt niederschlägt. Der rechtliche Status Taiwans ist umstritten.

## Name
Die moderne Bezeichnung „Taiwan“ geht auf den Namen eines Ureinwohnerstammes im Südwesten der Insel zurück, nach dem die niederländischen Kolonialherren im 17. Jahrhundert die Gegend um das von ihnen zwischen 1624 und 1634 errichtete Fort Zeelandia (Tainan) als „Tayowan“ oder „Tayovan“ (es existierten unterschiedliche Schreibungen) bezeichneten. Der Name bezeichnete ursprünglich nur die Stadt Tainan, wurde später auf die gesamte Insel ausgedehnt und im Chinesischen als „Taiwan“ lautlich nachgebildet. Die chinesischen Schriftzeichen für „Taiwan“ bedeuten „Terrassenbucht“, eine Bedeutung, die zuweilen irrtümlich als Etymologie angegeben wird.
Bekannt ist die Insel auch unter dem vor allem früher verwendeten Namen Formosa, der ihr von portugiesischen Seefahrern verliehen wurde (nach „Ilha formosa“, portugiesisch für „schöne Insel“).

## Geographie
Die Insel Taiwan erstreckt sich über eine Fläche von 35.801 km² (zum Vergleich: die Fläche Baden-Württembergs beträgt 35.748 km²). Die Insel ist 394 km lang, die maximale Breite beträgt 144 km. Sie wird im Westen durch die an der engsten Stelle 130 km breite Taiwan-Straße vom chinesischen Festland getrennt, im Süden durch die Straße von Luzon von den Philippinen. Östlich begrenzt das Philippinenbecken Taiwan. Im Nordosten schließt sich an Taiwan die zu Japan gehörende Inselkette der Ryūkyū-Inseln an, die das flache Ostchinesische Meer vom übrigen Pazifik abgrenzen. Südwestlich der Insel liegt das Südchinesische Meer, im Osten liegt der offene Pazifik.
Taiwan hat auf der Landkarte eine Form ähnlich einer Süßkartoffel. Deshalb bezeichnen sich die Nachkommen von ursprünglich Min Nan sprechenden Zuzüglern aus der festlandchinesischen Provinz Fujian, die einen großen Teil der Bevölkerung Taiwans ausmachen, auch als Kinder der Süßkartoffel. Eine andere Interpretation der Form ist die Vorstellung eines Wales im Meer.
Taiwan wird ähnlich wie Japan häufig von Erdbeben heimgesucht, was besondere Sicherheitsstandards bei Gebäuden und Infrastruktur erfordert.

### Klima

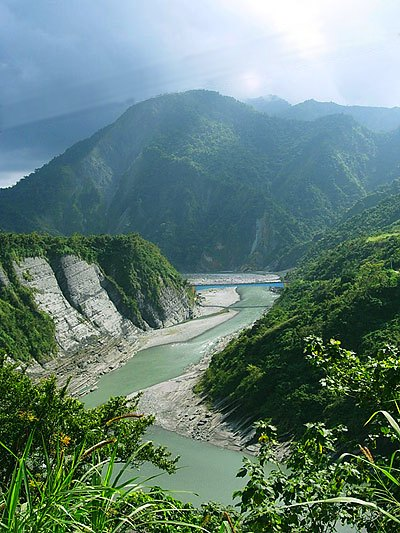
Der Fluss Xiuguluan

Der Wendekreis des Krebses, der die Klimagrenze zwischen den solaren Tropen und Subtropen markiert, durchläuft die Insel etwas südlich ihrer mit 3.952 Meter Höhe höchsten Erhebung, dem Yushan. Im nördlichen Teil herrscht entsprechend ein subtropisches Klima, der Süden ist unter Berücksichtigung des klimatischen Einflusses der jeweiligen Höhenlage vorherrschend tropisch. Aufgrund der hohen Gebirge findet sich in den Höhenlagen auch im südlichen Teil ein – vorwiegend von tageszeitlichen Schwankungen geprägtes – gemäßigtes Klima.
Im Winter weht ein kräftiger Monsun aus Nordosten, im Sommer ein starker Monsun aus Südwest, der heftige Regenfälle mit sich bringt. Von Mai bis Oktober (am häufigsten in den Monaten Juli bis September) wird die Insel häufig von Taifunen heimgesucht. Im Winter kommt es in den Höhenlagen – vor allem über 3.000 Meter – zu vereinzelten Schneefällen. Einer der bekanntesten Orte hierfür ist der an einer 3.275 Meter hohen Passstraße im Landkreis Nantou gelegene Hehuanshan. Die Durchschnittstemperaturen betragen im Februar 12 °C und im Juli 25 °C.

### Geomorphologie

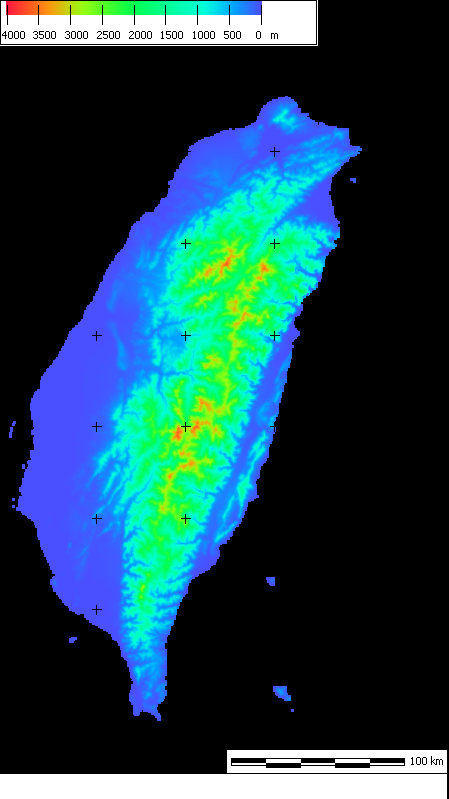
Höhenrelief Taiwans

Die Insel besteht zu rund zwei Dritteln aus einem Gebirge, das sich in fünf Gebirgsketten gliedert und von Norden nach Süden über die östliche Hälfte der Insel erstreckt. Diese Gebirgszüge erstrecken sich von Norden nach Süden über rund 330 km, die West-Ost-Ausdehnung beträgt durchschnittlich 80 km. Den Westen der Insel bildet eine flache, von Tälern der im Gebirge entspringenden Flüsse durchzogene fruchtbare, heute stark besiedelte Ebene. Nach Osten steigt diese Ebene bis zur zentralen Gebirgskette an, die über 200 Gipfel mit mehr als 3.000 Meter Höhe aufweist. In ihrer Mitte liegt der Yushan, die mit 3.952 m ü. d. M. höchste Erhebung der Insel. Die im Vergleich zu den Alpen meist schmalen Täler sind von steil ansteigenden Hängen flankiert und wurden teils bis auf über 2.000 Meter Höhe durch Terrassierung besonders für Tee- und Obstanbau landwirtschaftlich nutzbar gemacht.
Entlang des mittleren Teils der Ostküste erstreckt sich das schmale, bis zu 1.682 m hohe Haian-Küstengebirge, das durch den stark erdbebengefährdeten Huatung-Graben vom Zentralgebirge getrennt ist und steil zum Meer hin abfällt. Weiter nördlich reicht das Zentralgebirge (Chungyang-Gebirge) direkt bis an den Pazifik. An diesem Teil der Ostküste liegt die Tarokoschlucht, ein bis zu 600 Meter tief in Kalkfelsen eingeschnittenes Flusstal, das zu den bedeutendsten Natursehenswürdigkeiten Taiwans zählt. Die weiter nördlichen, im Landesinneren gelegenen Bergketten werden meist als eigenes Gebirge, das Xueshan-Gebirge (Schneegebirge), gerechnet. Zwischen dem nördlichen Ende des Zentralgebirges und dem Xueshan-Gebirge erstreckt sich eine dreieckförmige Küstenebene, die Yilan-Ebene. Der an der Westseite des Zentralgebirges im geographischen Zentrum der Insel auf 762 m ü. d. M. gelegene Sonne-Mond-See ist das größte Binnengewässer Taiwans und wird durch seine Höhenlage als Speicherkraftwerk zur Erzeugung hydroelektrischer Energie genutzt.

### Geologie
Taiwan liegt an der Westkante des pazifischen Feuerrings, wo die Philippinische Platte mit der Jangtseplatte zusammenstößt. Die Philippinische Platte bewegt sich dabei 71 mm im Jahr nach Nordwest, die Jangtseplatte 15 mm nach Südost. Deren permanente Reibungen sind die Ursache von steilen Bergen, Erdbeben und Vulkanen. Die Vulkane sind heute alle erloschen, jedoch sind die Magmaherde immer noch aktiv und Ursache zahlreicher Heißer Quellen. Zwei kleine im Südosten vorgelagerte Inseln – Lan Yu und Lü Dao – waren ursprünglich Vulkane. Der größte Teil der Insel liegt auf der Philippinischen Platte, im Norden ein kleiner Teil auf der Jangtseplatte, ein weiterer auf der Okinawa-Platte.
Eine Hauptbruchlinie verläuft geradewegs der Ostküste entlang gen Süden, was die Ursache für regelmäßige Erschütterungen ist. Jährlich gibt es mehrere Erdbeben von geringen Stärken (2–3) bis zu 8 auf der Richterskala. Die Stärke 8 wurde letztmals 1995 erreicht, als ein nächtliches Erdbeben eine Schule zerstörte. Größere Schäden in weiten Teilen der Insel richtete jedoch ein Beben der Stärke 7,6 am 21. September 1999 (Jiji-Erdbeben) an, das über 2.400 Todesopfer forderte. Das Erdbeben in Kaohsiung 2016 forderte 116 Tote. Die Gefahr, dass Erdbeben dieser Stärke wieder auftreten, besteht weiterhin.

### Flora

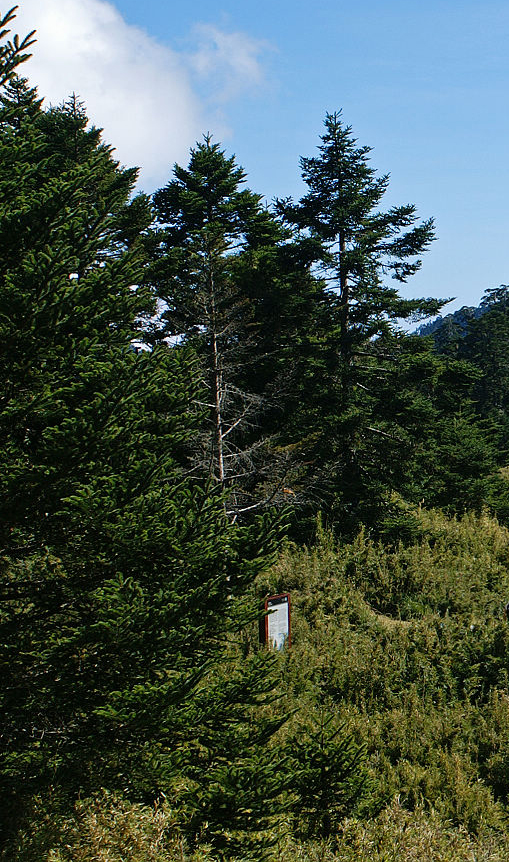
Formosa-Tanne (Abies kawakamii)

Die Flora Taiwans umfasst 674 Arten von Farnen, 4596 Arten von Bedecktsamern und 34 Arten von Nacktsamern. Wegen des teils tropischen, teils subtropischen Klimas war Taiwan bis vor einigen Jahrhunderten eine fast reine Waldinsel. Allerdings sind die Waldbestände verstärkt während der japanischen Herrschaft, insbesondere während des Zweiten Weltkrieges, dezimiert worden, da Holz für militärische Zwecke gebraucht wurde. Daneben wurde in dieser Zeit das Holz für den Bau von Schreinen und den zugehörigen Brandopfern gebraucht. Heute bestehen mit den wiederaufgeforsteten Gebieten etwa 55 % Taiwans aus Wäldern und Kulturwald. In den Bergen bestehen sie meist aus Zypressen (besonders Scheinzypressen), Wacholder, Tannen, Kiefern, Fichten, Bambus, Azaleen sowie Laubbäumen. Der Campherbaum wurde durch exzessive Abholzung fast ausgerottet, da Campher in der Vergangenheit Taiwans Hauptexportgut war.

### Fauna
Auf Taiwan wurden mindestens 120 Säugetierarten, 670 Vogelarten, 141 Reptilienarten, 65 Amphibienarten, 400 Schmetterlingsarten und 3100 Fischarten beschrieben. Taiwans Fauna wurde in der jüngsten Vergangenheit schwer beeinträchtigt. Die Industrie hat an der Westküste die Feuchtgebiete stark geschädigt, die einst eine große Anzahl an Vögeln und anderen Tierarten beherbergten. Die Abholzung hat sich auf die Fauna nachteilig ausgewirkt. An der Ostküste wurden Teile der Wälder rekultiviert, was die Anzahl der Tiere dort wieder steigen lässt.
Säugetiere wie der Taiwanische Schwarzbär, der Sambar, der Chinesische Muntjak (Muntiacus reevesi), der Sikahirsch und der Taiwan-Serau genießen Schutzstatus. Man kann sie aber dennoch in freier Wildbahn nur selten antreffen. Einzige heimische Primatenart ist der Formosa-Makak. Der Nebelparder dürfte auf Taiwan ausgestorben sein.
Vögeln wird bei der Wiederaufforstung eine hohe Aufmerksamkeit geschenkt, daher gibt es diese in einer großen Artenvielfalt, besonders auf den Penghu-Inseln. Einige davon sind die endemischen Arten Swinhoefasan und Mikadofasan, die zu den Rabenvögeln gehörende Dickschnabelkitta (Urocissa caerulea), der Weißschwanz-Tropikvogel, der Schneereiher, der Löffler, der Schwarzstirnlöffler und der Bindenfregattvogel.
Die Amphibienfauna ist mit bisher dokumentierten 65 Spezies recht artenreich. Darunter finden sich mehrere stark gefährdete Arten. Sogar der größte Lurch der Welt, der Chinesische Riesensalamander, soll in Taiwan noch vorkommen – allerdings ist diese Art akut vom Aussterben bedroht. Im Einzelnen gehören fünf Schwanzlurch- und 36 Froschlurcharten zur Tierwelt (drei Vertreter der Familie Winkelzahnmolche, einer der Riesensalamander, einer der Echten Salamander, drei Krötenarten, ein Laubfrosch, vier Engmaulfrösche, 16 Echte Frösche und zwölf Arten der Ruderfrösche). Die Aga-Kröte ist keine ursprünglich einheimische Art, sondern wurde vom Menschen eingeführt.
Ungefähr 20 Reptilienarten sind endemisch, d. h., sie kommen nur auf Taiwan und einigen kleinen vorgelagerten Inseln wie Lan Yu (Orchideen-Insel) vor. Auf Taiwan gibt es 16 Giftschlangenspezies und darunter sechs, die Menschen potentiell gefährlich werden können: Taiwan-Kobra, Vielgebänderter oder Chinesischer Krait, Östliche Kettenviper, Chinesischer Habu (Trimeresurus mucrosquamatus), Chinesische Bambusotter (Trimeresurus stejnegeri) und Chinesische Nasenotter.

### Ressourcen
Die Landmasse ist zu 55 % von Wäldern bedeckt (überwiegend im Gebirge), die landwirtschaftlich genutzte Fläche nimmt 24 % ein, weitere 5 % werden als Weideland und 1 % für Dauerkulturen verwendet.
Während der Industrialisierung Taiwans wurden mineralische Ressourcen wie Kohle, Gold und Marmor ebenso wie Wildtierbestände rar. Verbliebene Waldbestände wurden unter Naturschutz gestellt und durch Aufforstung erweitert.

#### Landwirtschaft
Die Campherölgewinnung und Zuckergewinnung aus Zuckerrohr waren die wichtigsten agrarischen Ausfuhrfrüchte vom 19. bis in die erste Hälfte des 20. Jahrhunderts.
Heute werden hauptsächlich Früchte, Reis, Fisch und Tee exportiert. Seit dem Beitritt Taiwans zur Welthandelsorganisation im Jahr 2001 werden viele landwirtschaftliche Erzeugnisse importiert, so dass sich die einheimische Landwirtschaft auf spezielle Produkte wie Bananen, Guaven, Litschi und Javaäpfel konzentriert.

#### Wasser
Die Wasserqualität ist durchschnittlich gut, jedoch empfiehlt die Regierung, Wasser aus dem Wasserhahn abzukochen. Der Kalkgehalt liegt bei durchschnittlichen 10 °dH (mittelhart).

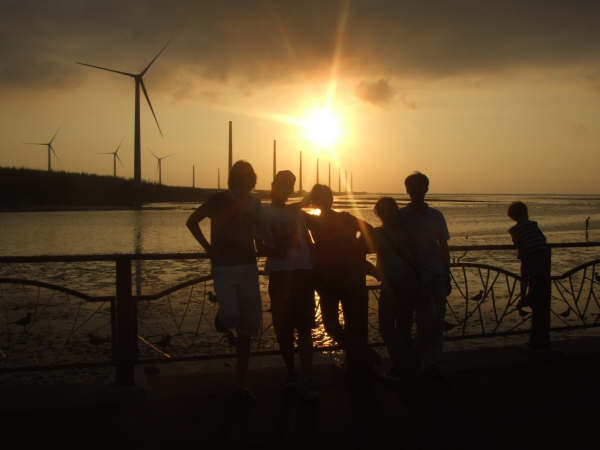
Windräder an der Westküste bei Taichung

#### Energie
Der Energiebedarf wurde um die Jahrtausendwende überwiegend durch Importe gedeckt. Nähere Angaben dazu 
bei der Republik_China_(Taiwan).

## Geschichte

### Frühgeschichte
Die ersten Siedlungsspuren stammen aus der Jungsteinzeit (etwa um 4000 v. Chr.), eine weitere Siedlungswelle vom chinesischen Festland her lässt sich für zirka 2500 v. Chr. nachweisen. Diese Periode war durch Ackerbau und eine Megalithkultur mit aufgerichteten Großsteinen gekennzeichnet und durch Gräber aus Steinkisten.
Noch während der ersten Hälfte des 1. Jahrtausends unserer Zeitrechnung boten die indigenen Kulturen auf dem chinesischen Festland und den diesem vorgelagerten Inseln ein kulturell und linguistisch ähnliches Bild (siehe Austronesisch). Bis zum 17. Jahrhundert gab es jedoch kaum kulturelle Verbindungen zwischen Taiwan und China. Die indigenen Völker Taiwans pflegten Handelsbeziehungen sowohl mit China wie auch in Richtung Süden, z. B. mit den Philippinen.
Während der Sui-Dynastie soll es im Jahr 608 erstmals eine chinesische Expedition nach Taiwan gegeben haben. In der Anfang des 18. Jahrhunderts erschienenen ersten chinesischen Darstellung Taiwans (臺灣府志 / 台湾府志,  Táiwānfǔ zhì – „Schilderung des Distrikts Taiwan“) ist als erste Expedition eine Reise des Admirals Zheng He im 15. Jahrhundert erwähnt, die jedoch ebenfalls nicht zweifelsfrei belegt ist.

### Europäische Mächte
1583 erreichten die Portugiesen als erste Europäer die Insel und nannten sie Ilha Formosa („Schöne Insel“). 1624 besetzten niederländische Seefahrer und die Niederländische Ostindien-Kompanie den Süden der Insel und 1626 gründeten Spanier Niederlassungen bei Keelung und Tanshui.
Bis zum Anfang des 17. Jahrhunderts war die Insel, abgesehen von einer geringen Zahl chinesischer Siedler, dünn besiedelt, fast ausschließlich von austronesischen indigenen Völkern. Dann wanderten in mehreren Immigrationswellen chinesische Siedler vom Festland her ein. Ihre Nachfahren bilden heute die Mehrheitsbevölkerung Taiwans. Die Ureinwohner in den westlichen Ebenen gingen weitgehend in der eingewanderten Han-Bevölkerung auf, nur in unzugänglichen Bergregionen konnten einige indigene Völker ihre Eigenständigkeit bis ins frühe 20. Jahrhundert bewahren.
Die erste größere chinesische Einwanderungswelle geht auf die niederländischen Kolonisatoren zurück, die ab 1624 Siedler anwarben. Um 1641 war etwa ein Drittel der Insel unter niederländischer Verwaltung. Die niederländische Kolonialverwaltung begann zudem mit der christlichen Missionierung der Ureinwohner und richtete die ersten öffentlichen Schulen ein. Das von den Niederländern eingeführte lateinische Alphabet hielt sich bis ins frühe 18. Jahrhundert.

### Chinesische Herrschaft
Die niederländischen Kolonialherren wurden durch Zheng Chenggong (Koxinga) vertrieben, einen Kriegsherrn, Piraten, Kaufmann chinesisch-japanischer Abstammung und Ming-Loyalisten. Er gründete das Königreich Tungning (chinesisch 東寧王國 / 东宁王国, Pinyin Dōngníng Wángguó). 1683 annektierten die neuen Herrscher in Peking, die von den siegreichen Mandschu gegründete Qing-Dynastie (1644–1911), die Insel. Taiwan gehörte von da an für etwa 200 Jahre zu China.

### Japanische Herrschaft

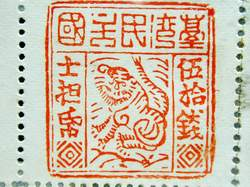
Briefmarke der Republik Formosa, 1895

Im Frieden von Shimonoseki musste China nach dem verlorenen chinesisch-japanischen Krieg von 1894/95 Formosa (Taiwan) und die Pescadoren an Japan abtreten. Als Reaktion hierauf rief die ehemalige Provinzregierung Taiwans die Republik Formosa aus und widersetzte sich der Abtretung mit Unterstützung von Teilen der Bevölkerung, so dass Japan die Insel in einem mehrmonatigen Feldzug erobern musste. Taiwan blieb bis 1945 japanische Kolonie.
Die japanische Kolonialverwaltung brachte auch die Ureinwohner unter ihre Kontrolle und richtete Schulen und Polizeistationen in den Dörfern ein. Die bis dahin bei einzelnen Stämmen übliche Kopfjagd wurde unterbunden. Gegen Ende ihrer Herrschaft versuchten die Japaner, auch auf Taiwan den Shintoismus als Staatsreligion und -ideologie einzuführen.
Im Jahr 1919 wurde die Bevölkerung auf ungefähr 3 Millionen Han-Taiwaner (Chinesen), 100.000 Japaner und 120.000 Angehörige indigener Völker geschätzt.

### Republik China
1945 wurde Taiwan nach der japanischen Niederlage gemäß den alliierten Kriegszielen (Kairoer Erklärung) in die damalige Republik China unter Führung von Chiang Kai-shek eingegliedert, während auf dem chinesischen Festland der Bürgerkrieg zwischen der regierenden Kuomintang (KMT) und den chinesischen Kommunisten wieder entbrannte. Die Truppen der Republik wurden von den Taiwanern zunächst begeistert begrüßt, doch kam es wegen allgegenwärtiger Korruption, galoppierender Inflation und wirtschaftlichen Niedergangs rasch zu Spannungen zwischen Taiwanern und der von der Kuomintang-Regierung eingesetzten Verwaltung, die sich beim Zwischenfall vom 28. Februar 1947 in einem blutig niedergeschlagenen Volksaufstand entluden.
1949 floh die Kuomintang-Regierung unter Chiang Kai-shek nach ihrer Niederlage im chinesischen Bürgerkrieg auf die Insel und machte die Stadt Taipeh zu ihrem Regierungssitz. Mit ihr kamen 1949 etwa 1,5 Millionen Flüchtlinge aus allen Teilen Festlandchinas nach Taiwan, die mit ihren Nachkommen heute ungefähr 14 % der Bevölkerung stellen und in der taiwanischen Gesellschaft als Waishengren bezeichnet werden.
Die Kuomintang (KMT) regierte die Insel über vier Jahrzehnte als autoritären Einparteienstaat. 1987 hob die KMT das Kriegsrecht auf, die erste Oppositionspartei, die Demokratische Fortschrittspartei (DFP) wurde gegründet. Die lange aus Schulen, Behörden und Rundfunk verbannten Lokalsprachen, insbesondere das Taiwanische, erlebten eine Renaissance („Wiederaufleben, Neublüte“). Auch gibt es seit Mitte der 1990er Jahre Bestrebungen, die Kultur und die Sprachen der Ureinwohner zu bewahren.